# Begraafplaats van Loyasse

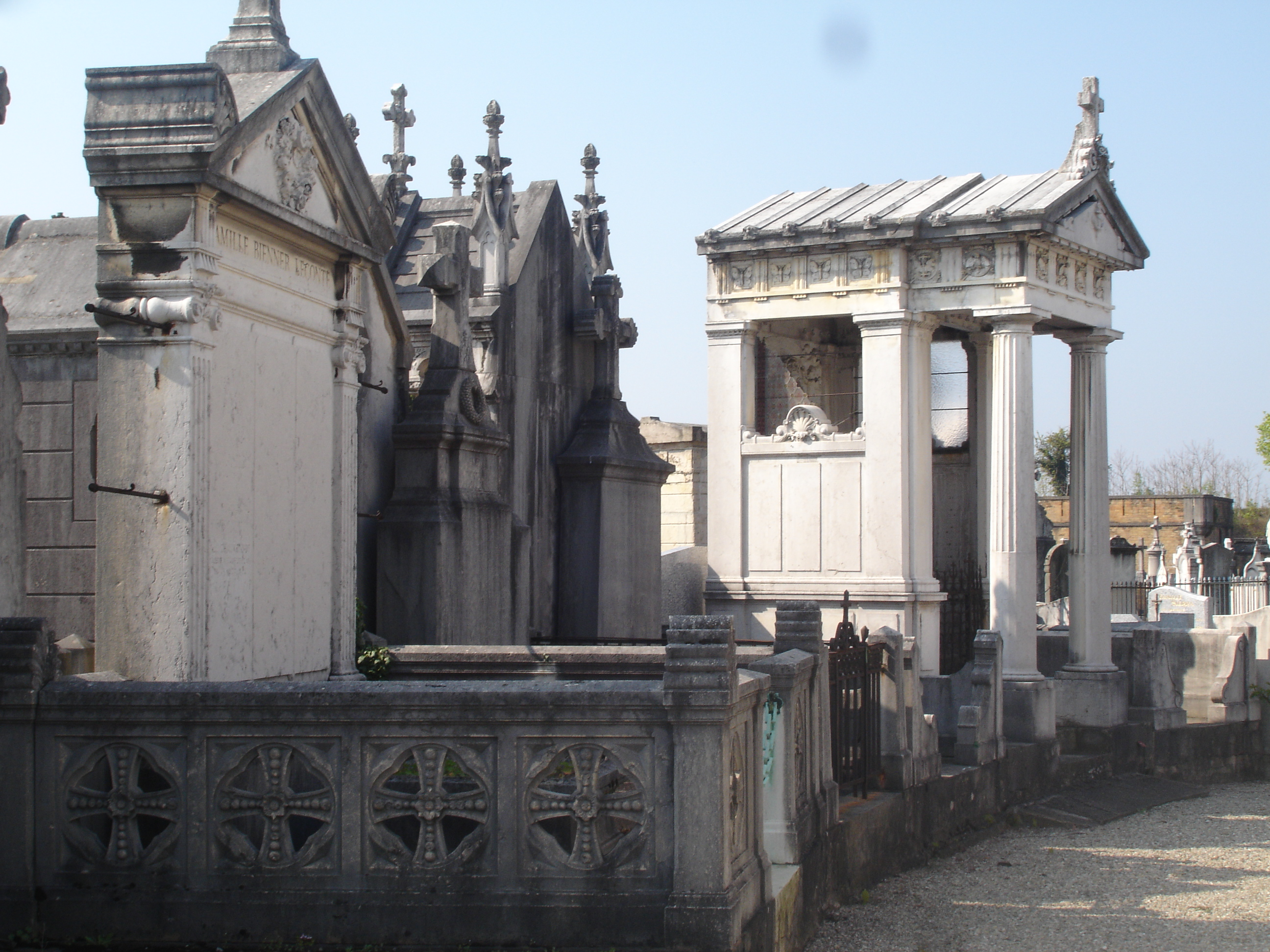
De begraafplaats van Loyasse

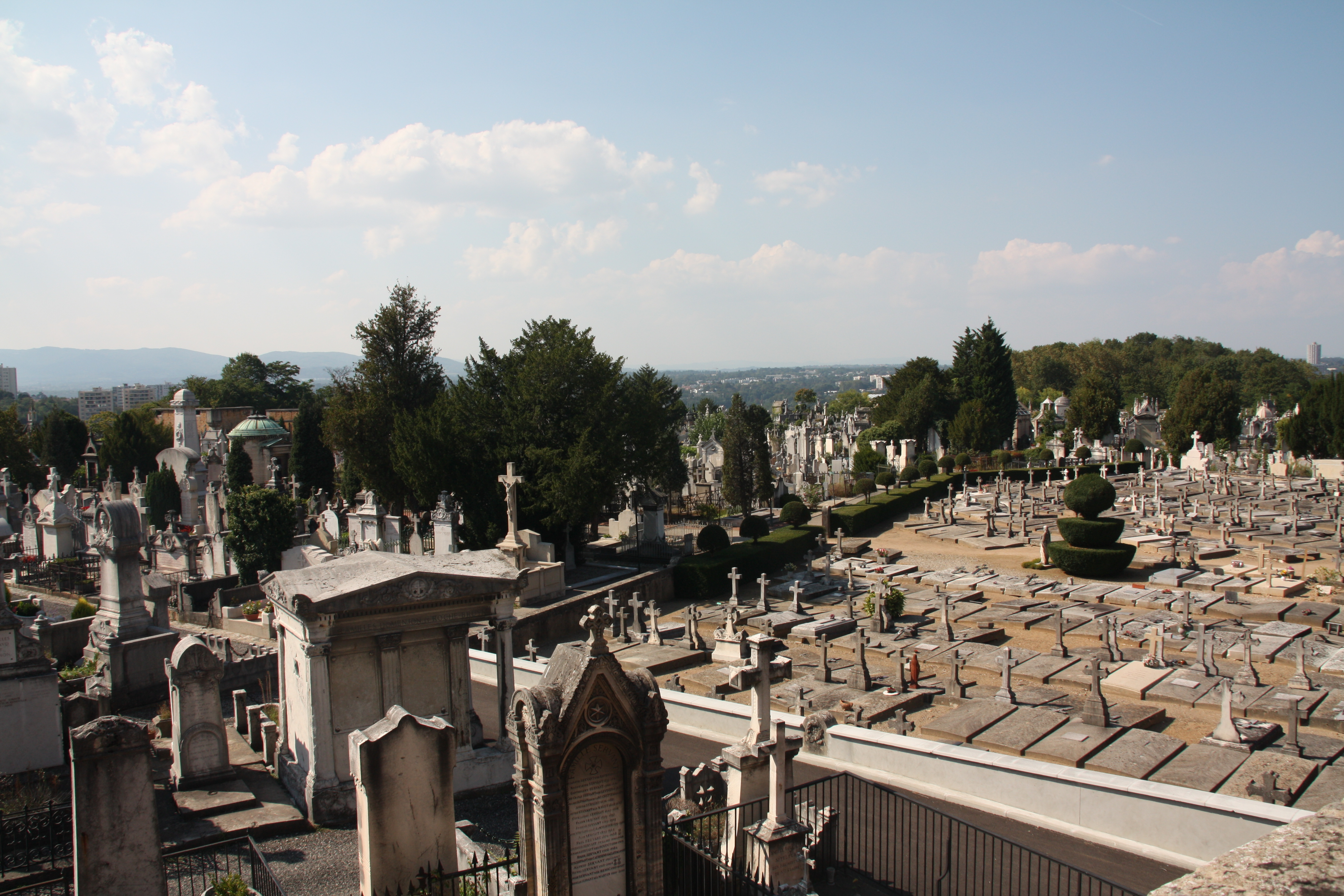

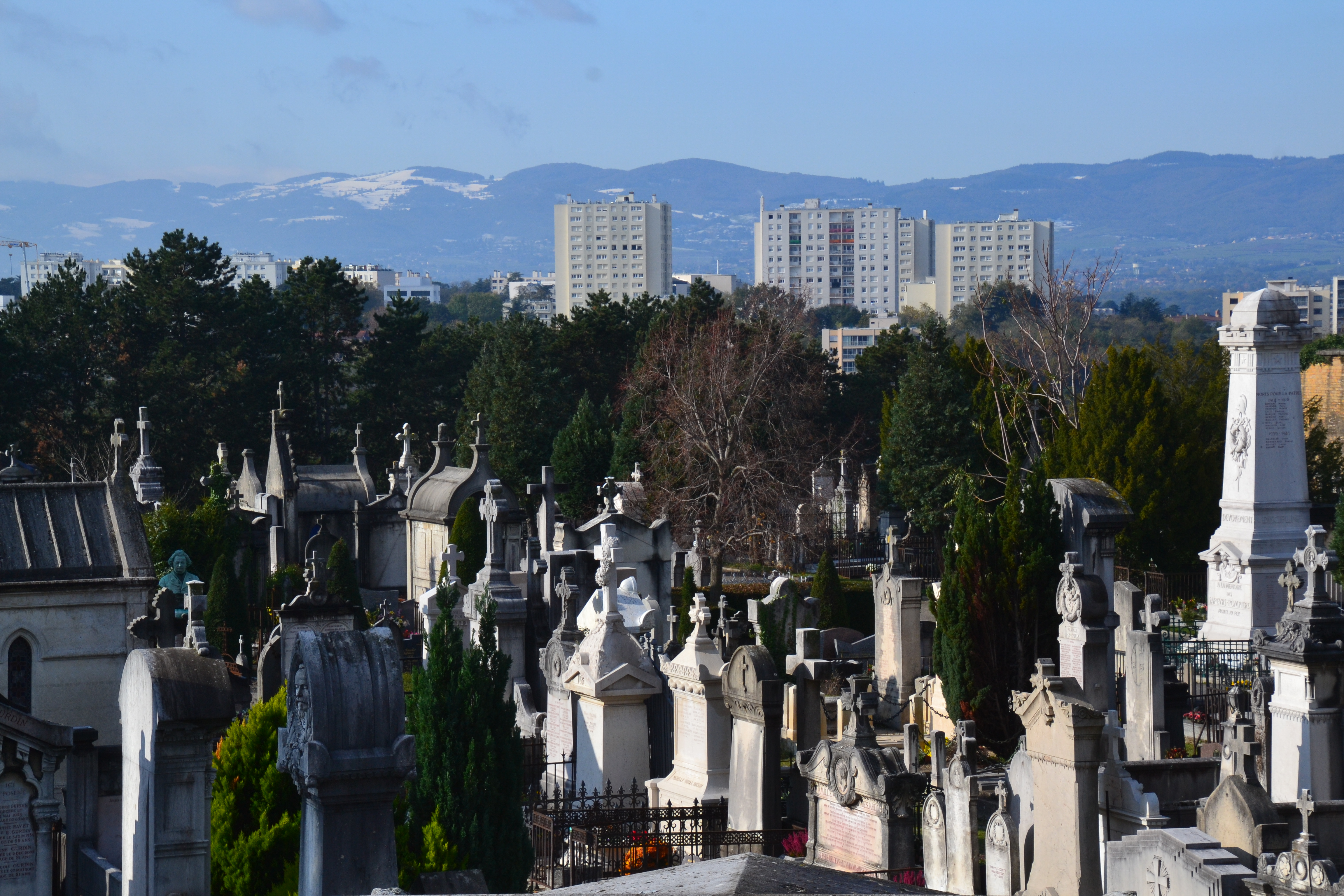

De begraafplaats van Loyasse (Frans: Cimetière de Loyasse) is een oude begraafplaats op de heuvel Fourvière in Lyon en is tegenwoordig zowel een christelijke als een islamitische begraafplaats.
In het jaar 1775 werd het probleem van de teraardebestelling in Lyon aan de orde gesteld door een vergadering van geestelijken. Ze klaagden bij koning Lodewijk XVI dat de begraafplaatsen bij de kerken in de stad overliepen. Dit zou uiteindelijk op niets uitlopen en de kwestie zou pas in het jaar 1804 per decreet worden geregeld. De begraafplaats van Loyasse werd in 1807 in gebruik genomen en is de oudste nog bestaande begraafplaats van Lyon.. Ze ligt in het 5e arrondissement aan de rue du Cardinal Gerlier.
Ze is gelegen op wandelafstand van het bedevaartsoord de basiliek Notre-Dame de Fourvière. Tussen de basiliek en de begraafplaats ligt het stadspark Parc des Hauteurs. Het is intussen een rustplaats geworden voor talrijke bekende Lyonnais, vergelijkbaar met het Cimetière du Père-Lachaise in Parijs. Hier rusten onder anderen:
- Jacques Barraband, illustrator
- Pierre Bossan, architect van de basiliek Notre-Dame de Fourvières
- Familie Puvis de Chavannes (de schilder Pierre Puvis de Chavannes werd echter begraven in Neuilly-sur-Seine)
- Antoine Gailleton, burgemeester van Lyon
- Tony Garnier, architect
- François Emmanuel Guignard, politicus en diplomaat
- Émile Guimet, stichter van het Musée Guimet
- Édouard Herriot, burgemeester van Lyon
- Régis Barthélemy Mouton-Duvernet, generaal
- Nizier Anthelme Philippe, thaumaturg
- Louis Pons, oprichter van de bank Morin-Pons
- Pierre-Thomas Rambaud, burgemeester van Lyon
- Jean Seignemartin, schilder
- Paul de Vivie, uitvinder van de term Vélocio, dat een term in het Frans werd voor wielertoerisme.
- Jean-Baptiste Willermoz, bekend vrijmetselaar